# Sistemul rimei numerice
Sistemul rimei numerice sau sistemul număr-rimă este o metodă mnemotehnică care constă în asocierea  fiecărui număr cu un cuvânt cheie, pe bază de conexiune omofonică (rimă și asonanță).

## Tabel de codificare a numerelor în cuvinte rimate
Pentru limba română, a fost întocmită  o  listă de cuvinte cheie rimate pentru primele 10  numere. 
| Număr | Cuvânt |
| ----- | --- |
| Unu   | ONU, gnu                                                                                                   |
| Doi   | noi, cotoi, gunoi, zavoi, butoi, broscoi, caprifoi, vulpoi, trifoi, strigoi, pițigoi, oboi, mușuroi, șuvoi |
| Trei  | clei, mei, ulei, volei, polei, ponei, ardei, bordei, Andrei                                                |
| Patru | amfiteatru, teatru, psihiatru                                                                              |
| Cinci | bănci, bocanci, brânci, opinci, porunci, țânci, prunci, alivenci, arici                                    |
| Șase  | case, Tănase, oase, mătase                                                                                 |
| Șapte | lapte, noapte, austeritate                                                                                 |
| Opt   | compot, capot, calapod                                                                                     |
| Nouă  | ouă, rouă, ziuă, piuă                                                                                      |
| Zece  | berbece, pace, șoarece, vece, găoace                                                                       |

## Metoda
Sistemul număr-rimă asociază fiecare cifră  cuvântului cu care rimează. Se formează asocieri și legături formând  perechi cifre-cuvinte cheie.
Pentru a memora o listă de itemi se stabilește o legătură între acestea din urmă și cuvintele cheie.
De exemplu, avem de ținut minte  lista de itemi:
1. Țânțar
2. Păstrav
3. Ziar etc.
Între această  listă și lista conținând cuvinte cheie ar fi posibile următoarele legături.
Unu – ONU – țânțar. Se imaginează un enunț pentru ca asocierile să capete sens: La ONU se dezbat drepturile ȚÂNȚARILOR.
Doi – butoi  – păstrăv: Într-un butoi înoată un PĂSTRĂV gigant.
Trei – volei – ziar: Un meci de volei e atât de plictisitor, încât toată lumea citește ZIARUL (…)